# Mark Moissejewitsch Boguslawski
Mark Moisejewitsch Boguslawskij (russisch Марк Моисеевич Богуславский; * 8. Juni 1924 in Moskau; † 6. März 2017 in Kiel) war ein russischer Rechtswissenschaftler.
Mark Boguslawski war Leitender Mitarbeiter des Instituts für Staat und Recht der Russischen Akademie der Wissenschaften. 1994 wurde er in Nachfolge von Wolfgang Seiffert Direktor des Instituts für Osteuropäisches Recht der Christian-Albrechts-Universität zu Kiel. Im Jahr 1998 wurde ihm die Ehrendoktorwürde der Rechtswissenschaftlichen Fakultät der Universität Kiel verliehen, zahlreiche Auszeichnungen erhielt er in Russland. 
Er war über Jahrzehnte hinweg der führende, weltweit anerkannte Experte in der UdSSR, später in Russland, für die Rechtsgebiete des Internationalen Privatrechts, des Geistigen Eigentums, des Auslandsinvestitionsrechts sowie des Kulturgüterschutzes. Er veröffentlichte über 500 wissenschaftliche Arbeiten. Er war Mitbegründer und Ehrenpräsident des Deutsch-Russischen Juristischen Instituts und setzte sich zeitlebens für eine gute Zusammenarbeit zwischen Russland und Deutschland ein.